# Majadahonda
Majadahonda là một đô thị trong Cộng đồng Madrid, Tây Ban Nha. Đô thị Majadahonda có diện tích 38,48 km², dân số theo điều tra năm 2010 của Viện thống kê quốc gia Tây Ban Nha là người. Đô thị Majadahonda nằm ở khu vực có độ cao 743 mét trên mực nước biển.